# Başak Köklükaya
Başak Köklükaya (Ankara, 19 de mayo de 1974) es una actriz turca de cine, teatro y televisión. Durante su carrera ha logrado una gran cantidad de premios y reconocimientos en importantes eventos como los festivales de cine de Antalya, Estambul y Ankara.

## Biografía y carrera
Graduada de la Facultad de Artes Escénicas de la Universidad de Hacettepe, en 1995 empezó a actuar en diversos grupos de teatro de la ciudad de Ankara. Ese mismo año apareció en la serie de televisión Yazlıkçılar, interpretando el papel de Figen. También en 1995 se unió al reparto de la serie Bizimkiler, donde permaneció hasta el año 2002. Su primera experiencia en el cine turco ocurrió de la mano del reputado director Ferzan Özpetek en Hamam: el baño turco. Por su participación en la cinta, obtuvo el premio en la categoría de mejor actriz nueva en el Festival Internacional de Cine de Ankara.
En 1999 protagonizó el largometraje de Zeki Demirkubuz Üçüncü Sayfa (La tercera página en español), una producción cinematográfica que ganó múltiples premios en su país. A partir de entonces, ha registrado apariciones en casi una veintena de producciones de cine y televisión en Turquía, destacándose en las películas Politiki kouzina (2003), Milk (2008) y Ise yarar bir sey (2017).

## Filmografía seleccionada
- Hamam (1996)
- Harem Suare (1999)[10]
- The Third Page (1999)
- The Confession (2002)
- A Touch of Spice (2003)
- Milk (2008)

## Premios y reconocimientos
Festival de cine de Adana
- 2017 - Premio Golden Boll a la mejor actriz por Ise yarar bir sey

Festival de Cine de Ankara
- 1998 - Premio a la mejor actriz nueva por Hamam

Festival de Cine de Antalya
- 1999 - Premio Naranja Dorada a la mejor actriz por Üçüncü Sayfa

Festival de Cine de Estambul
- 2000 - Premio honorario por Üçüncü Sayfa
- 2000 - Premio a la mejor actriz por Üçüncü Sayfa

Premios Sadri Alisik
- 2018 - Premio a la mejor actuación en una producción dramática por Ise yarar bir sey
- 2007 - Premio a la mejor actuación en una producción dramática por Küçük Kiyamet

Premios SIYAD
- 2017 - Premio a la mejor actriz por Ise yarar bir sey
- 1999 - Premio a la mejor actriz por Üçüncü Sayfa

Referencias: